# Грольмусец, Мария
Мария Гро́льмусец, немецкий вариант — Мария Каролина Элизабет Грольмус (в.-луж. Marja Grólmusec, нем. Maria Karoline Elisabeth Grollmuß, 24 апреля 1896 года, Лейпциг, Германия — 6 августа 1944 года, концентрационный лагерь Равенсбрюк, Германия) — лужицкая общественная деятельница, журналистка, публицист и деятель социалистического сопротивления против нацистского режима в Германии.

## Биография
Мария Грольмусец родилась 24 апреля 1896 года в Лейпциге в семье доктора филологии и директора школы Яна Грольмуса (Йоганнес Грольмус). В декабре 1917 года окончила педагогическое училище в Лейпциге, после чего стала преподавать в начальной школе в государственной школе в Лейпциге.  В 1918 году вступила в лужицкую культурно-общественную организацию «Матицы сербской». Обучалась на филологическом и историческом факультетах Лейпцигского и Берлинского университетов. Во время обучения была членом Лиги социалистических студентов. В 1928 году защитила диссертацию на соискание научной степени доктора наук по теме «Йозеф Гёррес и демократия». В это же время начала писать публицистические статьи в газете «Rhein-Mainische Volkszeitung», которая принадлежала левой фракции германской Партии Центра и сотрудничала с католическим журналом «Die Schildgenossen», который издавало католическое молодёжное движение «Quickborn». В 1927 году вступила в Социал-демократическую партию Германии, из которой была исключена из-за приверженности коммунистическим идеям. В 1929 году вступила в Коммунистическую партию Германии, из которой вскоре была исключена после вступления в бухаринистскую оппозиционную Коммунистическую партию. В 1932 году вступила в Социалистическую рабочую партию Германии.
После прихода к власти нацистов сотрудничала с революционными социалистами (Arbeitskreis Revolutionärer Sozialisten) и занималась незаконной политической деятельностью. Перевозила нелегальные печатные издания из Чехословакии и сопровождала политических беженцев при пересечении границы. Для этого она использовала дом своего отца в селе Дорф-Радибор в Верхней Лужице. Поддерживала политические отношения с оппозиционными группами СДПГ, КПГ и австрийскими социалистами Отто Бауэра.
7 ноября 1934 года была арестована вместе со своим товарищем по подпольной деятельности Германом Рейнмутом. Содержалась в заключении в Дрездене. 23 ноября 1935 года была осуждена Народной судебной палатой на шесть лет тюремного заключения в Вальдхайме. Во время заключения из-за болезни щитовидной железы ей предложили свободу при условии отказа от подпольной деятельности. После её отказа она была переведена в декабре 1940 года в концентрационный лагерь Равенсбрюк, где скончалась 6 августа 1944 года от рака.

## Сочинения
- Die Frau und die junge Demokratie. Ein Bericht über Frau, Politik und Demokratie. Frankfurt 1925
- Über die weibliche Form der Politik. W: Die Schildgenossen. 1/1926.
- Was ist die linke Sozialdemokratie? W: Gegen den Strom. 4/1931.
- Die Kluft. W: Kampfsignal. 1932.
- Josef Görres und die Demokratie. Lipsk 1932.

## Память
- В честь Марии Грольмусец названы улицы в Лейпциге, Баутцене и Хойерсверде и несколько учебных заведений.
- В 1959 году почта ГДР выпустила почтовую марку, посвящённую Марии Грольмусец.
- Лужицкий композитор Ульрих Погода написал симфоническую поэму для оркестра «Мария Грольмус».